# Julskyltning

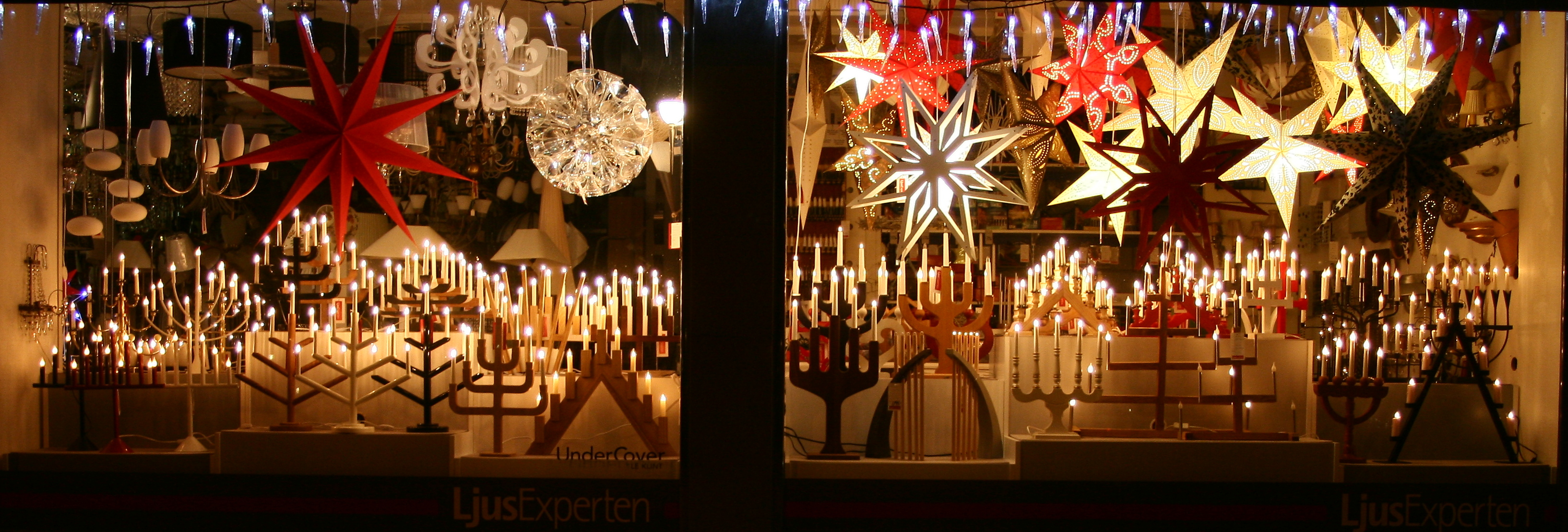
Julskyltning med adventsljusstakar och stjärnor.

Begreppet julskyltning avser de juldekorationer i butikers skyltfönster inför julhandeln.

## Julskyltning i Sverige
Skyltsöndagar fanns i Sverige redan i slutet av 1800-talet, och ordet är belagt i svenska språket sedan 1895. Då i början hade man i regel skyltsöndag de närmaste två söndagarna före julafton,  men senare främst på första advent. Numera är det oftast den sista helgen i november. 
Julskyltningen vid NK i Stockholm är en återkommande tradition under juldagarna. NK inviger numera vanligen sin julskyltning en vecka före första advent. Julskyltningen i Sverige har sin början kring 1840-talet.